# Libouchec
Libouchec – gmina w Czechach, w powiecie Uście nad Łabą, w kraju usteckim. Według danych z dnia 1 stycznia 2013 liczyła 1 820 mieszkańców.